# Course en ligne féminine des juniors aux championnats du monde de cyclisme sur route 2023
La course en ligne féminine des juniors (moins de 19 ans) aux championnats du monde de cyclisme sur route 2023 a lieu le 5 août 2023 sur 70 kilomètres à Glasgow, au Royaume-Uni.

## Parcours
Le parcours comprend cinq tours du circuit dans la ville de Glasgow, pour une distance totale de 70 kilomètres avec un dénivelé positif total de 1036 mètres.
Le circuit est long de 14,3 kilomètres et comprend une montée raide de 200 mètres avec une pente moyenne de près de 10 %, ainsi que de nombreuses parties techniques (42 virages par tour) et du mobilier urbain.

## Favorites
Les principales favorites sont les coureuses qui ont dominé les courses de la Coupe des Nations, à savoir les Britanniques Cat Ferguson et Isabel Sharp, l'Italienne Federica Venturelli, ainsi que la Française Julie Bego. Les autre prétendantes sont la Française Célia Gery, la Belge Xaydée Van Sinaey, la Néerlandaise Lauren Molengraaf et la Canadienne Isabella Holmgren.

## Classement
| Rang                               | Cycliste                      | Pays             | Temps           |
| ---------------------------------- | ----------------------------- | ---------------- | --------------- |
| Médaille d'or, Coupe du Monde      | Julie Bego                    | France           | 1 h 54 min 53 s |
| Médaille d'argent, Coupe du Monde  | Cat Ferguson                  | Grande-Bretagne  | + 9 s           |
| Médaille de bronze, Coupe du Monde | Fleur Moors                   | Belgique         | m.t.            |
| 4                                  | Federica Venturelli           | Italie           | m.t.            |
| 5                                  | Imogen Wolff                  | Grande-Bretagne  | + 12 s          |
| 6                                  | Titia Ryo                     | France           | m.t.            |
| 7                                  | Célia Gery                    | France           | m.t.            |
| 8                                  | Isabella Holmgren             | Canada           | + 15 s          |
| 9                                  | Mackenzie Coupland            | Australie        | m.t.            |
| 10                                 | Xaydée Van Sinaey             | Belgique         | + 17 s          |
| 11                                 | Elyne Roussel                 | France           | m.t.            |
| 12                                 | Viktória Chladoňová           | Slovaquie        | m.t.            |
| 13                                 | Awen Roberts                  | Grande-Bretagne  | + 20 s          |
| 14                                 | Alberte Greve                 | Danemark         | + 1 min 08 s    |
| 15                                 | Carys Lloyd                   | Grande-Bretagne  | + 2 min 36 s    |
| 16                                 | Isabel Sharp                  | Grande-Bretagne  | + 2 min 45 s    |
| 17                                 | Hannah Kunz                   | Allemagne        | m.t.            |
| 18                                 | Sara Piffer                   | Italie           | m.t.            |
| 19                                 | Talia Appleton                | Australie        | m.t.            |
| 20                                 | Tabea Huys                    | Autriche         | m.t.            |
| 21                                 | Ema Comte                     | France           | m.t.            |
| 22                                 | Lauren Molengraaf             | Pays-Bas         | m.t.            |
| 23                                 | Kamilla Aasebo                | Norvège          | m.t.            |
| 24                                 | Anina Hutter                  | Suisse           | m.t.            |
| 25                                 | Eleonora la Bella             | Italie           | + 2 min 52 s    |
| 26                                 | Jule Markl                    | Allemagne        | m.t.            |
| 27                                 | Lore De Schepper              | Belgique         | m.t.            |
| 28                                 | Zoe van Velzen                | Pays-Bas         | + 2 min 59 s    |
| 29                                 | Pia Grunewald                 | Allemagne        | + 3 min 03 s    |
| 30                                 | Lara Liehner                  | Suisse           | + 4 min 16 s    |
| 31                                 | Stina Kagevi                  | Suède            | + 4 min 54 s    |
| 32                                 | Lucy Bénézet Minns            | Irlande          | + 5 min 07 s    |
| 33                                 | Marta Pavesi                  | Italie           | + 5 min 38 s    |
| 34                                 | Fee Knaven                    | Pays-Bas         | + 6 min 03 s    |
| 35                                 | Ida Krickau                   | Danemark         | m.t.            |
| 36                                 | Puck Langenbarg               | Pays-Bas         | m.t.            |
| 37                                 | Luca Vierstraete              | Belgique         | + 6 min 51 s    |
| 38                                 | Juliana Londono David         | Colombie         | + 6 min 53 s    |
| 39                                 | Martyna Szczęsna              | Pologne          | m.t.            |
| 40                                 | Alexandra Volstad             | Canada           | + 6 min 56 s    |
| 41                                 | Nela Kaňkovská                | Tchéquie         | m.t.            |
| 42                                 | Angie Londono Posada          | Colombie         | + 8 min 02 s    |
| 43                                 | Makala Jaramillo              | États-Unis       | + 8 min 09 s    |
| 44                                 | Ella Heremans                 | Belgique         | + 8 min 22 s    |
| 45                                 | Kateřina Douderova            | Tchéquie         | + 8 min 27 s    |
| 46                                 | Violeta Hernandez Diaz        | Espagne          | m.t.            |
| 47                                 | Aline Epp                     | Suisse           | + 8 min 36 s    |
| 48                                 | Bonnie Rattray                | Nouvelle-Zélande | m.t.            |
| 49                                 | Maayan Tal                    | Israël           | + 8 min 41 s    |
| 50                                 | Aine Doherty                  | Irlande          | + 10 min 12 s   |
| 51                                 | Silje Bader                   | Pays-Bas         | + 10 min 26 s   |
| 52                                 | Tina Rucker                   | Allemagne        | + 10 min 35 s   |
| 53                                 | Barbara Cywińska              | Pologne          | + 11 min 36 s   |
| 54                                 | Nora Linton                   | Canada           | + 12 min 08 s   |
| 55                                 | Ella Sabo                     | États-Unis       | + 13 min 28 s   |
| 56                                 | Valeria Ponomarenko           | Ukraine          | + 13 min 29 s   |
| 57                                 | Natalia Alonson Alonso        | Espagne          | + 13 min 38 s   |
| 58                                 | Astrid Marie Sørensen         | Danemark         | + 13 min 54 s   |
| 59                                 | Ella Brenneman                | États-Unis       | m.t.            |
| 60                                 | Olympia Norrid-Mortensen      | Danemark         | m.t.            |
| 61                                 | Maia Barclay                  | Nouvelle-Zélande | m.t.            |
| 62                                 | Laia Bosch Ballus             | Espagne          | + 14 min 26 s   |
| 63                                 | Anika Visser                  | Afrique du Sud   | + 14 min 36 s   |
| 64                                 | Lesly Yulieth Aguirre Malagon | Colombie         | + 14 min 40 s   |
| 65                                 | Felicity Wilson-Haffenden     | Australie        | + 15 min 41 s   |
| 66                                 | Martha Marek                  | Pologne          | m.t.            |
| 67                                 | Sara Pestotnik                | Slovénie         | m.t.            |
| 68                                 | Raquel Dias                   | Portugal         | m.t.            |
| 69                                 | Ema Podberšič                 | Slovénie         | m.t.            |
| 70                                 | Martha Stokkeland             | Norvège          | m.t.            |
| 71                                 | Maria Guadalupe Nava Hinojosa | Mexique          | m.t.            |
| 72                                 | Daniela Simao                 | Portugal         | m.t.            |
| 73                                 | Ruby Spring                   | Nouvelle-Zélande | + 16 min 33 s   |
| 74                                 | Skaistė Mikašauskaitė         | Lituanie         | + 17 min 13 s   |
| 75                                 | Matilde Skjelde               | Norvège          | + 17 min 34 s   |
| --                                 | Samantha Scott                | États-Unis       | Abandon         |
| --                                 | Eloise Camire                 | Canada           | Abandon         |
| --                                 | Ayala Serrano Manso           | Espagne          | Abandon         |
| --                                 | Georgia Simpson               | Nouvelle-Zélande | Abandon         |
| --                                 | Yuliia Pchelintseva           | Ukraine          | Abandon         |
| --                                 | Maria Klamut                  | Pologne          | Abandon         |
| --                                 | Mayra da Costa E Silva        | Brésil           | Abandon         |
| --                                 | Patience Effiong Otuodung     | Nigeria          | Abandon         |
| --                                 | Terézia Ciriaková             | Slovaquie        | Abandon         |
| --                                 | Mariate Byukusenge            | Rwanda           | Abandon         |
| --                                 | Aline Uwera                   | Rwanda           | Abandon         |
| --                                 | Nelia Kabetaj                 | Albanie          | Abandon         |
| --                                 | Jessica Fuller                | Zimbabwe         | Abandon         |
| --                                 | Anna Ržoncová                 | Slovaquie        | Abandon         |
| --                                 | Neža Zupanič                  | Slovénie         | Abandon         |
| --                                 | Adéla Pernická                | Tchéquie         | Abandon         |
| --                                 | Mia Gjertsen                  | Norvège          | Abandon         |
| --                                 | Mayte Zamudio Garcia          | Mexique          | Abandon         |
| --                                 | Malak Mechab                  | Algérie          | Abandon         |
| --                                 | Edith Marcela Salazar Gomez   | Mexique          | Abandon         |
| --                                 | Eden Spangenberg              | Namibie          | Abandon         |
| --                                 | Alice Bulegato                | Italie           | Abandon         |
| --                                 | Keno Disasa                   | Éthiopie         | Non partant     |